# كهف ناحال همر
كهف ناحال همر هو موقع كهف أثري في إسرائيل، على منحدر في صحراء يهودا بالقرب من البحر الميت وشمال غرب جبل سدوم.

## وصلات خارجية
- WorldCat retrieved 20:04 14.10.11